# Les set últimes paraules de Crist a la creu
Les set últimes paraules de Crist a la creu (en alemany Die sieben letzten Worte unseres Erlösers am Kreuze) és una composició de Joseph Haydn amb set meditacions sobre les últimes paraules de Jesucrist, encarregat el 1786 per al servei de Divendres Sant a la Santa Cueva, prop de Cadis, a Andalusia. El treball existeix en diverses versions, incloent l'original per a orquestra (1787), una transcripció per a quartet de corda (1787), una reducció per a piano (1787), i un oratori amb cors (1796).

## Origen i context
El mateix Haydn va explicar l'origen de l'obra el 1801, quan l'editorial Breitkopf & Härtel va publicar una nova edició i li va demanar que escrivís un pròleg:
| « | Fa uns quinze anys una cofraria de Cadis em va demanar de compondre música instrumental per les set últimes paraules del Nostre Salvador a la Creu. Era costum a la catedral de Cadis de produir un oratori cada any durant la quaresma, l'efecte de l'execució no fou més gran per les següents circumstàncies. Les parets, finestres i columnes de l'església estaven cobertes amb un drap negre, i només una gran làmpada que penjava del centre del sostre trencava la foscor solemne. Al migdia, es varen tancar les portes i va començar la cerimònia. Després d'una breu missa, el bisbe va pujar al púlpit, va pronunciar la primera de les set paraules (o frases) i va pronunciar un discurs al respecte. En acabar, va deixar la trona i va caure de genolls davant l'altar. L'interval va ser ocupat per la música. El bisbe, de la mateixa manera, va pronunciar la segona paraula, després el tercer, i així successivament, i l'orquestra tocà després de cada discurs. La meva composició està subjecta a aquestes condicions, i no va ser tasca fàcil compondre set adagis que duren uns deu minuts cada un, i se succeeixen sense cansar als oients; de fet, m'ha semblat una tasca gairebé impossible de cenyir-me a aquests límits. | » |

## Versió original per a orquestra
La peça consta d'una introducció, set sonates i un final: 
1. Introduzione. Maestoso ed adagio # Sonata I. Largo - Pater, dimitte illis, non enim sciunt quid faciunt (Pare, perdona’ls, que no saben el que fan) (Lluc, 23:34)
2. Sonata II. Grave e cantabile - Amen dico tibi: hodie mecum eris in paradiso (T’ho asseguro: avui seràs amb mi al paradís) (Lluc, 23:43)
3. Sonata III. Grave - Mulier, ecce filius tuus […] ecce mater tua (Dona, aquí tens el teu fill. Aquí tens la teva mare) (Joan, 19:26-27)
4. Sonata IV. Largo - Deus meus, Deus meus, ut quid dereliquisti me (Déu meu, Déu meu, per què m’has abandonat?) (Mateu, 27:46 i Marc,15:34)
5. Sonata V. Adagio - Sitio (Tinc set) (Joan, 19:28)
6. Sonata VI. Lento - Consummatum est (Tot s'ha complert) (Joan, 19:30)
7. Sonata VII. Largo - Pater, in manus tuas commendo spiritum meum (Pare, confio el meu alè a les teves mans) (Lluc, 23:46)
8. Il terremoto. Presto[3]

Originalment, aquestes set meditacions sobre les últimes paraules (extretes dels diversos evangelis) eren per a una orquestra clàssica completa. A més del discurs musical, Haydn va afegir una "Introduzione", i, al final, un "Terremoto" (terratrèmol), basat en Mateu 27:51 i seg. Gran part del treball és de consol i de meditació, però aquest moviment darrer introdueix un element molt diferent de la intervenció sobrenatural: Haydn demana a l'orquestra de tocar "Presto i amb tutta la forza", i es tanca amb l'únic fortississimo (Forte triple) de la peça.

## Versió coral
En el curs del seu segon viatge a Londres (1794-1795), a Passau, Haydn havia sentit una versió revisada de la seva obra, ampliada per incloure un cor, preparat pel mestre de capella de Passau Joseph Friebert. La lletra no era en l'original forma llatina, sinó en poesia pietista, escrit en alemany. Haydn quedà impressionat amb el nou treball i decidí millorar-lo, preparant la seva pròpia versió coral. Va comptar amb l'ajuda del baró Gottfried van Swieten, que va revisar les lletres utilitzades per Friebert. Aquesta va ser la primera obra d'una sèrie de col·laboracions amb Van Swieten com a llibretista que va seguir més tard amb els oratoris La Creació i Les Estacions.
La versió coral va ser estrenada de forma privada a Viena el 26 de març de 1796 per a un públic de la noblesa, en el marc de la Gesellschaft der Associierten. L'estrena pública va ser l'1 d'abril de 1798, patrocinada per la societat Tonkünstler, una societat vienesa benèfica per als músics. El treball va ser publicat el 1801.T

## D'altres compositors
- El compositor italià Emanuele De Roxas (1827-1891), també va compondre un oratori amb aquest tema, Les set paraules de Jesucrist.